# Daniela Simmons
 (octobre 2019).
Si vous disposez d'ouvrages ou d'articles de référence ou si vous connaissez des sites web de qualité traitant du thème abordé ici, merci de compléter l'article en donnant les références utiles à sa vérifiabilité et en les liant à la section « Notes et références ».
Daniela Simmons (née en 1961 à Pérouse) est une chanteuse italo-suisse.

## Biographie
Daniela Simmons naît de parents italiens à Perugia. Son père est musicien et soutient sa fille dès sa plus tendre enfance. Daniela Simmons chante ses premières chansons à trois ans et compose les premières à treize ans. Elle étudie le piano au Conservatoire de Lausanne.
Daniela Simmons entre dans l'industrie du spectacle professionnel en remportant La Grande Chance, le concours musical de jeunes artistes de la Télévision suisse romande en 1984, avec la chanson Une autre vie qu'elle a elle-même composée. L'année suivante, Daniela Simmons se rend à Londres , enregistre l album  « Shout Back » produit par Nigel Wright et entreprend ensuite une tournée italienne avec Enrico Ruggeri, Mariella Nava, Fiorella Mannoia et d'autres.
Daniela Simmons représente la Suisse au Concours Eurovision de la chanson 1986 à Bergen, en Norvège, avec la chanson Pas pour moi, composée par Atilla Şereftuğ et écrite par Nella Martinetti. Elle prend la deuxième place.
En 1991, elle épouse Atilla Şereftuğ. Un an plus tard, elle donne naissance à un fils Can Jason 

## Discographie

### Albums
- 1987 : Shout Back
- 1998 : Un’ altra donna
- 2005 : Daniela Simmons
- 2010:  Aventia Crooners
- 2017:  Jazzed

### Singles
- 1985 : Repars à zéro, Une Autre Vie, Si l’ amour, Luci piene
- 1986 : Pas pour moi / Candlelight, Close to me
- 1987 : You Should Know, Loving Somebody
- 1988 : Shout Back
- 1989 : Found You Out
- 1991:  Come finirà
- 1998 : Vorrei (avec Francisco Araiza)
- 1998:  The Strength in me ( duet with Rainaldo Macias)
- 1999:  Je vivrai sans toi Galatino Radio Mix
- 2000: I’ll be there for you ( duet with Emanuele Esposti)
- 2001 : On top of the world
- 2002:  Everything for you
- 2003:  Pas pour moi ( ethno remix)
- 2004:  Litanie Royale ( instrumental)
- 2005:  Ave Maria
- 2006: The Prayer (duet with Frank Tender)
- 2011:  Hard Days ( with Duke Sheltic)
- 2013: One moment in Time ( with Steve Lee, Mario Pacchioli, Patrick von Castelberg,
- 2015:  Love in Spring ( written by his Majesty King Bhumibol)
- 2020:  Mr. Levo (by Aycan Teztel)
- 2021 : For you (duet with Ebu Yeniyol)
- 2022:  Silly’s not allowed
- 2022:  Ce Soir ( duet with Michael Von Der Heide)
- 2023: Come Petali ( duet with Emanuele Esposti)
- 2024: Che m importa del mondo
- 2025:  Mother ( instrumental)